# Clemens Scholten
Clemens Scholten (* 1955) ist ein deutscher katholischer Kirchenhistoriker. 

## Leben
Die große zeitgenössische Autorität über die Werke des christlichen alexandrinischen Philosophen Johannes Philoponos aus dem 6. Jahrhundert unterrichtet alte Kirchengeschichte und Patrologie an der Universität zu Köln. Frühere Publikationen waren Nag Hammadi und der Alexandrischen Katechetischen Schule gewidmet. Scholten hat kürzlich auch ein Werk von Theodoret herausgegeben.

## Schriften (Auswahl)
- Martyrium und Sophiamythos im Gnostizismus nach den Texten von Nag Hammadi (= Jahrbuch für Antike und Christentum. Ergänzungsband 14). Aschendorff, Münster 1987, ISBN 3-402-08519-4 (zugleich Dissertation, Bonn 1985).
- Antike Naturphilosophie und christliche Kosmologie in der Schrift „De opificio mundi“ des Johannes Philoponos (= Patristische Texte und Studien. Band 45). De Gruyter, Berlin/New York 1996, ISBN 3-11-014834-X (zugleich Habilitationsschrift, Bonn 1994).
- als Herausgeber mit Georg Schöllgen: Stimuli. Exegese und ihre Hermeneutik in Antike und Christentum, Festschrift für Ernst Dassmann (= Jahrbuch für Antike und Christentum, Ergänzungsband 23). Aschendorff Verlag, Münster 1996, ISBN 3-402-08107-5.
- als Herausgeber: Johannes Philoponos: De opificio mundi [griechisch/deutsch] = Über die Erschaffung der Welt (= Fontes Christiani. Band 23). Herder, Freiburg im Breisgau/Basel/Wien/Barcelona/Rom/New York 1997.
  - Teilband 1, ISBN 3-451-23901-9.
  - Teilband 2, ISBN 3-451-23902-7.
  - Teilband 3, ISBN 3-451-23903-5.
- als Herausgeber: Johannes Philoponos: De aeternitate mundi (= Fontes Christiani. Band 64). Brepols, Turnhout.
  - Teilband 1, 2009, ISBN 978-2-503-51936-4.
  - Teilband 2, 2009, ISBN 978-2-503-51938-8.
  - Teilband 3, 2011, ISBN 2-503-51939-3.
  - Teilband 4, 2011, ISBN 2-503-51941-5.
  - Teilband 5, 2011, ISBN 2-503-53311-6.

| Personendaten    | Personendaten                            |
| ---------------- | ---------------------------------------- |
| NAME             | Scholten, Clemens                        |
| KURZBESCHREIBUNG | deutscher katholischer Kirchenhistoriker |
| GEBURTSDATUM     | 1955                                     |
| GEBURTSORT       | Köln                                     |